# Quận San Benito, California
Quận San Benito là một quận trong tiểu bang California, Hoa Kỳ. Quận lỵ đóng tại thành phố Hollister2. Theo Cục điều tra dân số Hoa Kỳ, dân số năm 2000 của quận này là 53.234 người 2.